# آرپاد ویگاند
آرپاد ویگاند (به آلمانی: Arpad Wigand) (زاده ۱۳ فوریه ۱۹۰۶، مرگ ۲۶ ژوئیه ۱۹۸۳) یک ژنرال آلمانی در دوره رایش سوم و از ۴ اوت ۱۹۴۱ تا ۲۳ آوریل ۱۹۴۳ رهبر اس‌اس و پلیس در ورشو بود.
وی در مقام دستیار اریش فون دم باخ-زلوسکی در ژانویه ۱۹۴۰ به او پیشنهاد ساخت یک اردوگاه کار اجباری در محل سربازخانه‌های سابق افسران توپخانه لهستانی در حومه شهر اوشویمچین را داد.این مکان در آینده نزدیک بخشی از اردوگاه مرگ آشویتس شد.
وی در ۱۹۸۱ در هامبورگ به جرم جنایت جنگی به دادگاه فراخوانده شد و به ۱۲٬۵ سال حبس محکوم شد.نماینده او در دادگاه وکیل یورگن ریگر بود.